# Alfabeto etrusco
El alfabeto etrusco fue un antiguo alfabeto itálico sinistroverso usado para escribir el idioma etrusco basado en el alfabeto griego simplificado. Fue utilizado por los etruscos a partir del siglo VII a. C. hasta el siglo I a. C. cuando fueron asimilados por los romanos. Este alfabeto se desarrolló a partir de un alfabeto griego occidental y sus letras estaban invertidas respecto al estándar latino ya que se escribía de derecha a izquierda.

## Historia

### Origen
Con las fundaciones de Pitecusas en Isquia y Kyme (lat. Cumas) en Campania en el curso de la colonización griega, los etruscos entraron en contacto en el siglo VIII a. C.. con la influencia de la cultura griega. Los etruscos adoptaron un alfabeto de los colonos griegos occidentales, que se originó en su tierra natal, Calcis, en Eubea. Por lo tanto, este alfabeto de Cumas también se conoce como alfabeto eubeo o calcidio. La evidencia escrita más antigua de los etruscos data de alrededor de 700 a. C.
Uno de los testimonios escritos etruscos más antiguos se encuentra en la tablilla de Marsiliana d'Albegna, en el interior de Vulci, ahora conservada en el Museo Arqueológico Nacional de Florencia. Un modelo del alfabeto griego occidental está tallado en el borde de esta tablilla de cera hecha de marfil. De acuerdo con los hábitos de escritura etruscos posteriores, las letras de este alfabeto modelo están reflejadas y se organizan de derecha a izquierda:

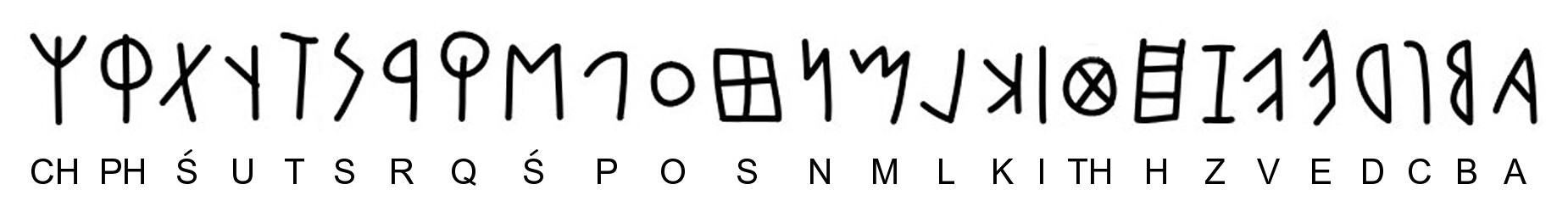
Abecedarium de Marsiliana d'Albegna con transcripción

Los etruscos no utilizaban todas las letras de este modelo de alfabeto porque algunos de sus sonidos no se encontraban en la lengua etrusca. Estos incluían las letras beta, delta, omicron y los sonidos correspondientes B, D y O. Los etruscos tampoco conocían el sonido G, y la letra gamma fue adoptada como carácter para un sonido K. Cabe señalar que los etruscos no articularon las oclusivas sonoras B, D y G, pero sí articularon las oclusivas sordas P, T y K correspondientes. Los etruscos tampoco utilizaron la letra samech, que procedía de la escritura fenicia y tenía forma de ventana.
Dado que el idioma etrusco aparentemente tenía más sibilantes, se necesitaban caracteres correspondientes adicionales para los sonidos S como Μ y Χ. La letra M corresponde a la letra fenicia tsade (en griego "san") y presumiblemente representa un sonido sh. Los griegos también habían modificado el alfabeto fenicio al desarrollar sus caracteres. Esta letra, que a menudo se transcribe como Ś, se utilizó principalmente en el norte de Etruria. La X probablemente también se pronunciaba como un sonido sh y estaba más extendida en el sur de Etruria. Sin embargo, la X también podría haber correspondido al clúster consonántico KS, como en latín.
Los etruscos distinguieron dos sonidos T entre una TH aspirada y una T sorda. La letra en forma de F reflejada, que se transcribe como V, se pronunciaba bilabialmente como una W inglesa. La penúltima letra Φ no se pronunciaba como una F, sino como una P aspirada, como en el griego antiguo temprano. La última letra Ψ transliterada CH probablemente representa una K aspirada.
| Letra         |   |   |   |   |   |   |   |   |    |   |   |   |   |   |   |   |   |   |   |   |   |   |   |   |    |    |
| Transcripción | A | B | G | D | E | V | Z | H | TH | I | K | L | M | N | X | O | P | Ś | Q | R | S | T | U | X | PH | CH |

### Difusión

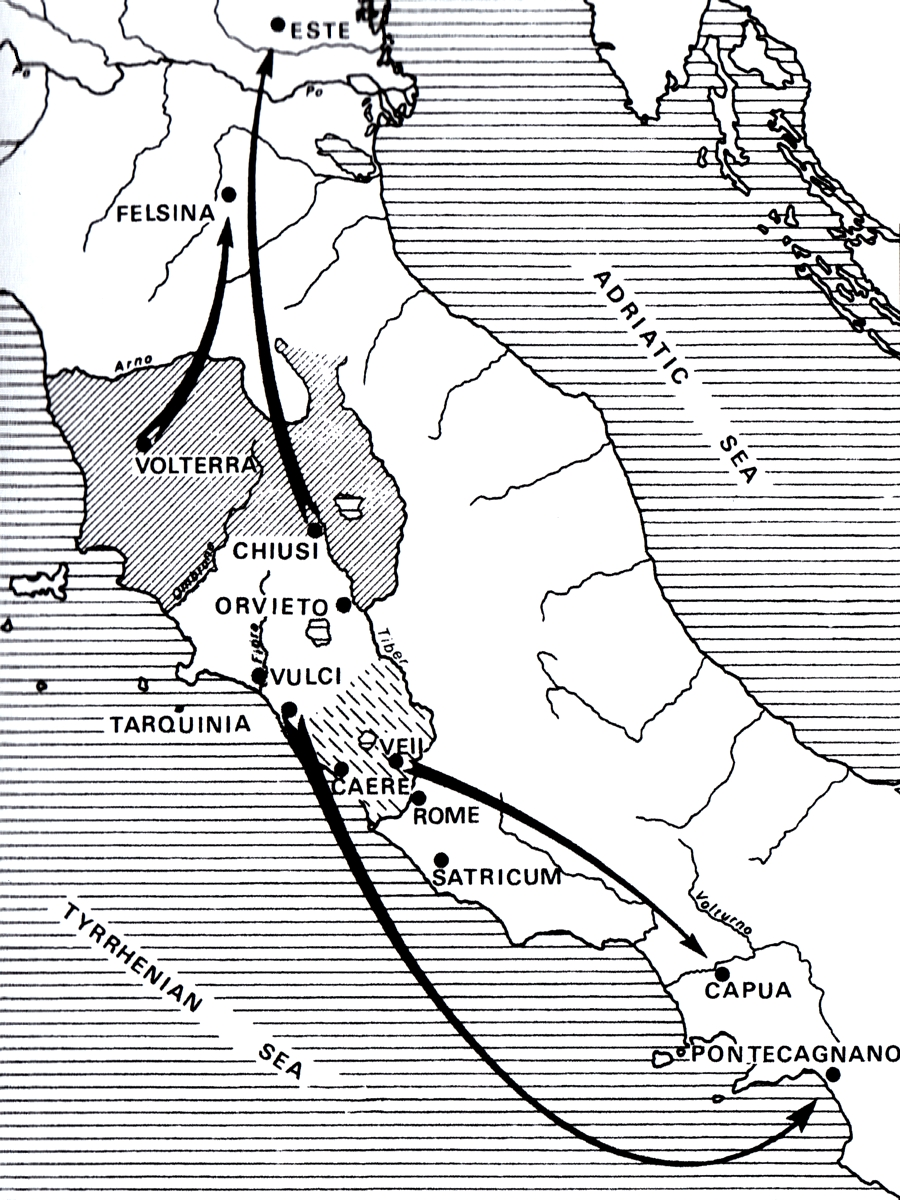
Propagación de la escritura etrusca

La escritura con estas letras se utilizó por primera vez en el sur de Etruria alrededor del año 700 a. C. en la ciudad etrusca Cisra (en latín Caere, el actual Cerveteri). La alfabetización llegó rápidamente al centro y norte de Etruria y a partir de ahí, el alfabeto se extendió desde Volterra (etr. Velathri) a Felsina, la actual Bolonia, y más tarde desde Chiusi (etr. Clevsin) al valle del Po. En el sur de Etruria, la escritura de Tarquinia (etr. Tarchna) y Veyes (etr. Veia) llegó desde más al sur hasta Campania, que estaba controlada por los etruscos en ese momento.

### Desarrollo
Inicialmente, los etruscos usaron tres letras para los sonidos de la K, que los romanos adoptaron en su alfabeto como C, K y Q. Se usaba K delante de la vocal A, Q delante de U y C delante de las vocales E e I. Más tarde, el uso de la K prevaleció en las ciudades etruscas del norte, mientras que C era preferida en las ciudades etruscas del sur. Desde el siglo IV se hizo común el uso de la C, mientras que las letras K y Q ya no se usaban.
En etrusco aparentemente también hubo una mayor diferenciación en las fricativas, ya que los etruscos crearon para el sonido F un signo en forma de 8 a su alfabeto y lo agregaron al final del alfabeto. Probablemente los etruscos adoptaron el carácter 8 de la escritura lidia, probablemente fue introducida en el siglo VI. Antes de eso, los etruscos usaban el dígrafo VH para denotar un sonido F. Por ejemplo, existe la ortografía trusca temprana Thavhna para cáliz, que luego cambió a Thafna con el signo 8 para F. En el siglo VI a. C. la escritura etrusca constaba finalmente de 23 letras:
| Alfabeto etrusco temprano | Alfabeto etrusco temprano | Alfabeto etrusco temprano | Alfabeto etrusco temprano | Alfabeto etrusco temprano | Alfabeto etrusco temprano | Alfabeto etrusco temprano | Alfabeto etrusco temprano | Alfabeto etrusco temprano | Alfabeto etrusco temprano | Alfabeto etrusco temprano | Alfabeto etrusco temprano | Alfabeto etrusco temprano | Alfabeto etrusco temprano | Alfabeto etrusco temprano | Alfabeto etrusco temprano | Alfabeto etrusco temprano | Alfabeto etrusco temprano | Alfabeto etrusco temprano | Alfabeto etrusco temprano | Alfabeto etrusco temprano | Alfabeto etrusco temprano | Alfabeto etrusco temprano | Alfabeto etrusco temprano |
| ------------------------- | ------------------------- | ------------------------- | ------------------------- | ------------------------- | ------------------------- | ------------------------- | ------------------------- | ------------------------- | ------------------------- | ------------------------- | ------------------------- | ------------------------- | ------------------------- | ------------------------- | ------------------------- | ------------------------- | ------------------------- | ------------------------- | ------------------------- | ------------------------- | ------------------------- | ------------------------- | ------------------------- |
| Letra                     |                           |                           |                           |                           |                           |                           |                           |                           |                           |                           |                           |                           |                           |                           |                           |                           |                           |                           |                           |                           |                           |                           |                           |
| Transcripción             | A                         | C                         | E                         | V                         | Z                         | H                         | TH                        | I                         | K                         | L                         | M                         | N                         | P                         | Ś                         | Q                         | R                         | S                         | T                         | U                         | Ś                         | PH                        | CH                        | F                         |

En los siglos que siguieron, los etruscos fueron constantes en el uso de las letras mencionadas, por lo que descifrar las inscripciones etruscas no es un problema. Como en griego, los caracteres estaban sujetos a cambios regionales y temporales. En total se puede encontrar una escritura arcaica del siglo VII al siglo V a. C. y una más joven del IV al I a. C. en el que ya no se usaban algunos caracteres, incluida la X para un sonido sh. Además, en la escritura y el habla se da un énfasis en la primera sílaba, reproduciendo vocales internas como Menrva en lugar Menerva. En el ámbito lingüístico también se diferencia en consecuencia entre un viejo y un joven etrusco.
En la transcripción, que ocurre de manera inconsistente en mayúsculas o minúsculas, las letras griegas θ o ϑ, φ y χ se usan ocasionalmente en lugar de los dígrafos th, ph y ch.

## Inscripciones
La mayoría de los alrededor de 13 000 textos registrados son inscripciones funerarias en urnas y sarcófagos, que a menudo contienen el nombre del difunto, los nombres de los padres, para las mujeres también el nombre del cónyuge, información biográfica sobre los cargos y la edad del difunto. También hay inscripciones de propiedad en ajuares funerarios e inscripciones de edificación en tumbas. Las inscripciones de consagración o dedicación en ofrendas de templos son relativamente numerosas.
Las inscripciones son en su mayoría sinistroversas con letras reflejadas, es decir, escritas de derecha a izquierda. Hay algunas excepciones, como el grabado en el espejo de Calchas, algunas inscripciones funerarias en la necrópolis de Crocifisso del Tufo cerca de Orvieto y textos muy tempranos del siglo VII a. C. Algunos textos muy antiguos aparecen escritos en bustrofedon, o sea, alternativamente hacia izquierda y derecha. Desde el siglo III hay inscripciones que aparentemente se hicieron en el sentido de las agujas del reloj bajo la influencia romana.

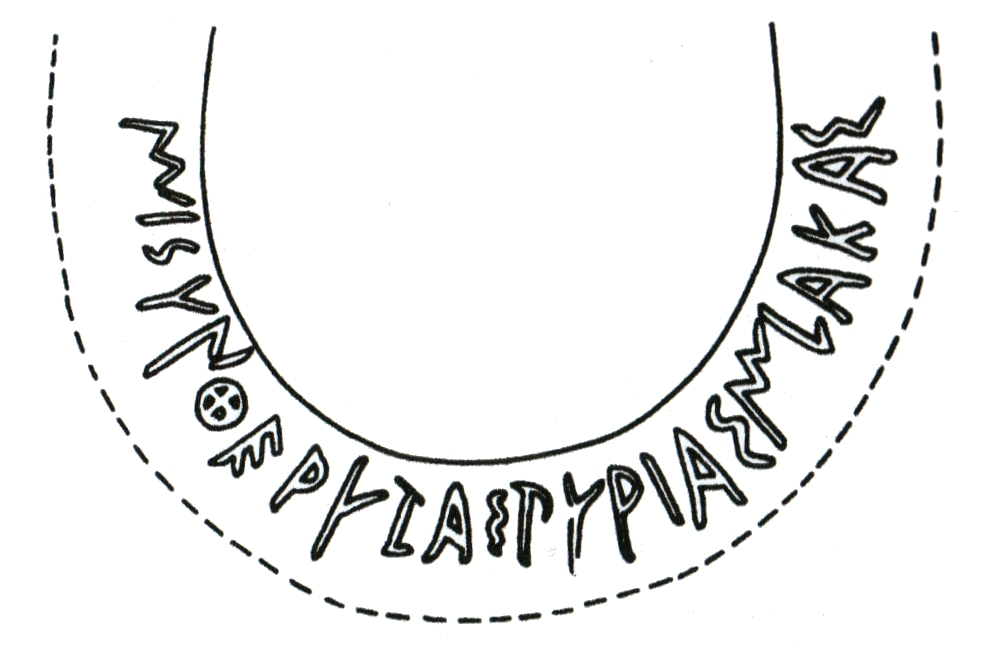
Inscripción dextroversa MI SUNTHERUZA SPURIAS MLAKAS en una cerámica del s.VII a.C.
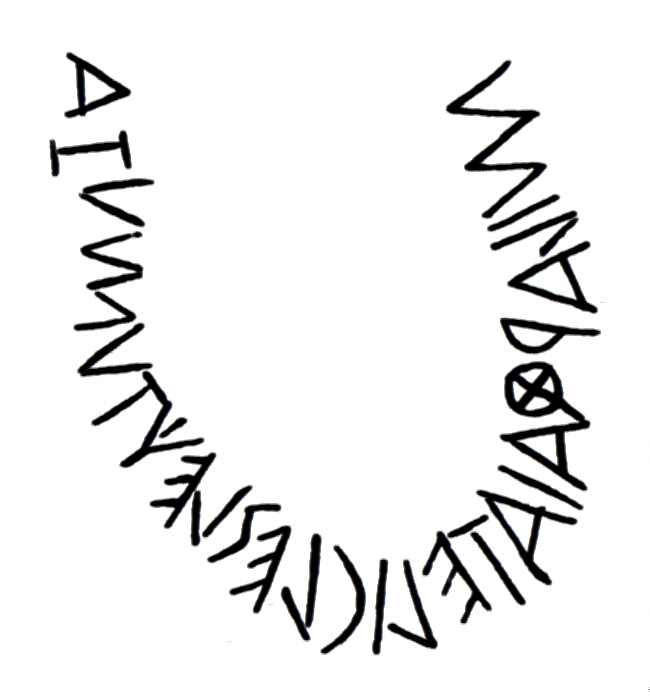
Inscripción sinistroversa MI LARTHAIA TELICLES LECHTUMUZA en una cerámica del s.VII a.C.

En las primeras inscripciones, las palabras individuales no se distinguían entre sí, una letra seguía a la otra ( scriptio continua). Solo más tarde las inscripciones separaban las palabras individuales. Como separación a menudo se utilizaban un punto, dos puntos o incluso tres puntos uno encima del otro para delimitar palabras en el texto. A veces, las palabras sueltas estaban separadas por sílabas. Esta separación silábica se encuentra en textos de mediados del siglo VI hasta el final del V cuando la división de textos en palabras individuales se había vuelto común.

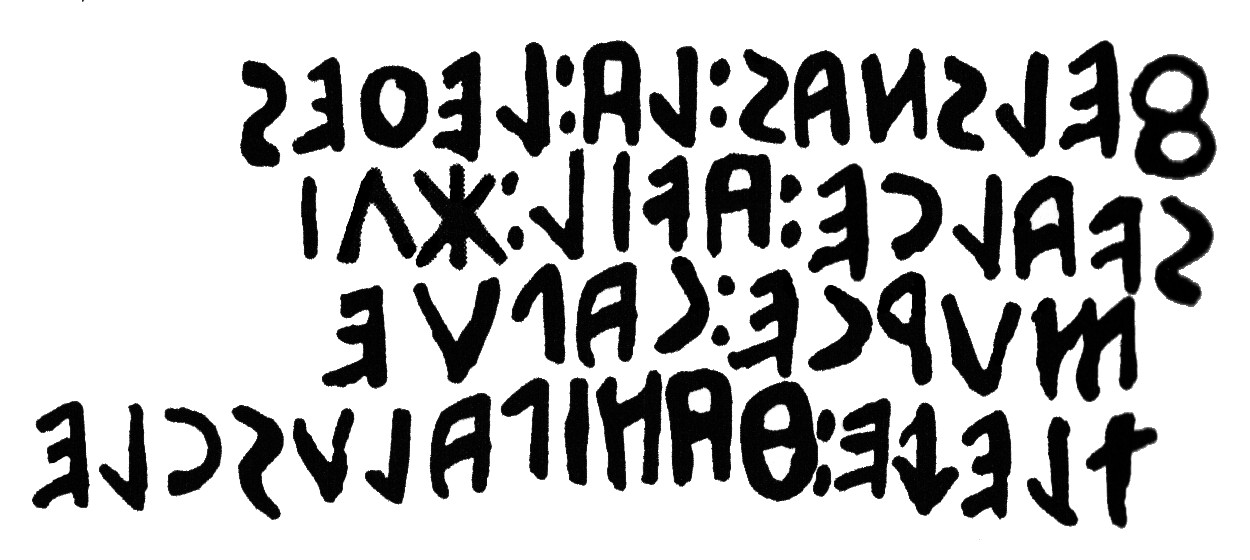
La inscripción de Aníbal del usa dos puntos para separar palabras
FELSNAS LA(RIS) LETHES SVALCE AVIL CVI MURCE CAPUE TLECHE HANIPALUSCLE

### Abecedarios

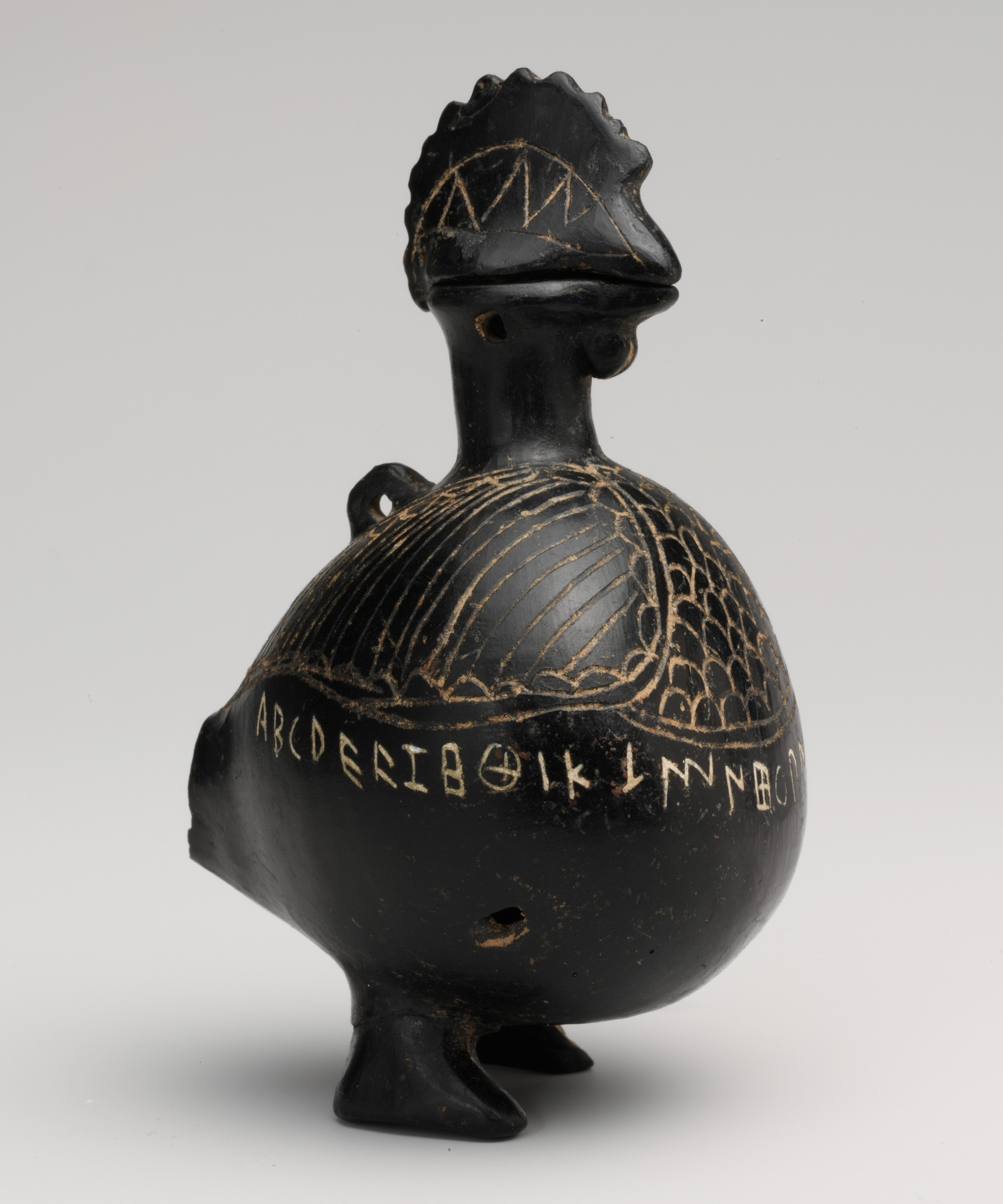
Bucchero de Viterbo en forma de gallo

Además de la célebre tablilla de Marsiliana, se han conservado alrededor de 70 objetos con abecedarios modelo del período temprano. Los más conocidos de estos son:
- Alabastrón de la Tomba Regolini-Galassi en Cerveteri
- Ánfora bucchero de Formello
- Gallo bucchero de Viterbo
- Vasija bucchero de la necrópolis de Sorbo, cerca de Cerveteri

En estos cuatro artefactos del siglo VII los abecedarios se escriben de izquierda a derecha. El último objeto tiene la particularidad de que, además de las letras del alfabeto, casi todas las consonantes se muestran en secuencia en relación con las vocales I, A, U y E (como un silabario). Este silabario probablemente sirvió para practicar los caracteres.

### Textos célebres
Entre los monumentos escritos etruscos más importantes que incluyen un mayor número de palabras se encuentran:
- Liber Linteus Zagrabiensis (Vendaje de momia de Agram) - texto ritual de unas 1400 palabras
- Tabula Capuana (Tablilla de arcilla de Capua) - texto ritual bustrofedon de 62 líneas y unas 300 palabras
- Tabula Cortonensis (Tablilla de Cortona) - texto de tratado con una longitud de 32 líneas y unas 200 palabras
- Cipo de Perugia (Cippus Perusinus) - Bloque de travertino de 46 líneas y unas 125 palabras
- Láminas de Pirgi - textos casi bilingües escritura fenicia y etrusca sobre tres placas de oro
- Sarcófago de Laris Pulenas - Epitafio de Laris Pulena con nueve líneas de texto que aparecen en un rollo que sujeta el difunto
- Hígado de Piacenza - modelo de hígado de oveja con 40 inscripciones cortas
- Disco de Magliano - Precepto de sacrificio de 70 palabras en una placa de plomo
- Tiras de plomo de Santa Marinella - Dos fragmentos de un voto de sacrificio
- Inscripción arquitectónica de la tumba de San Manno cerca de Perugia - inscripción dedicatoria de 30 palabras
- Aryballos Poupé - Inscripción de dedicación dextroversa en un bucchero
- Dados de Toscania - Dos dados con los numerales del 1 al 6 escritos

Nada ha sobrevivido de una literatura etrusca más extensa. Desde el principio del siglo I después de Cristo no se transmiten inscripciones con escritura etrusca.
Toda la evidencia escrita etrusca antigua existente se ha recopilado sistemáticamente en el Corpus inscriptionum etruscarum.

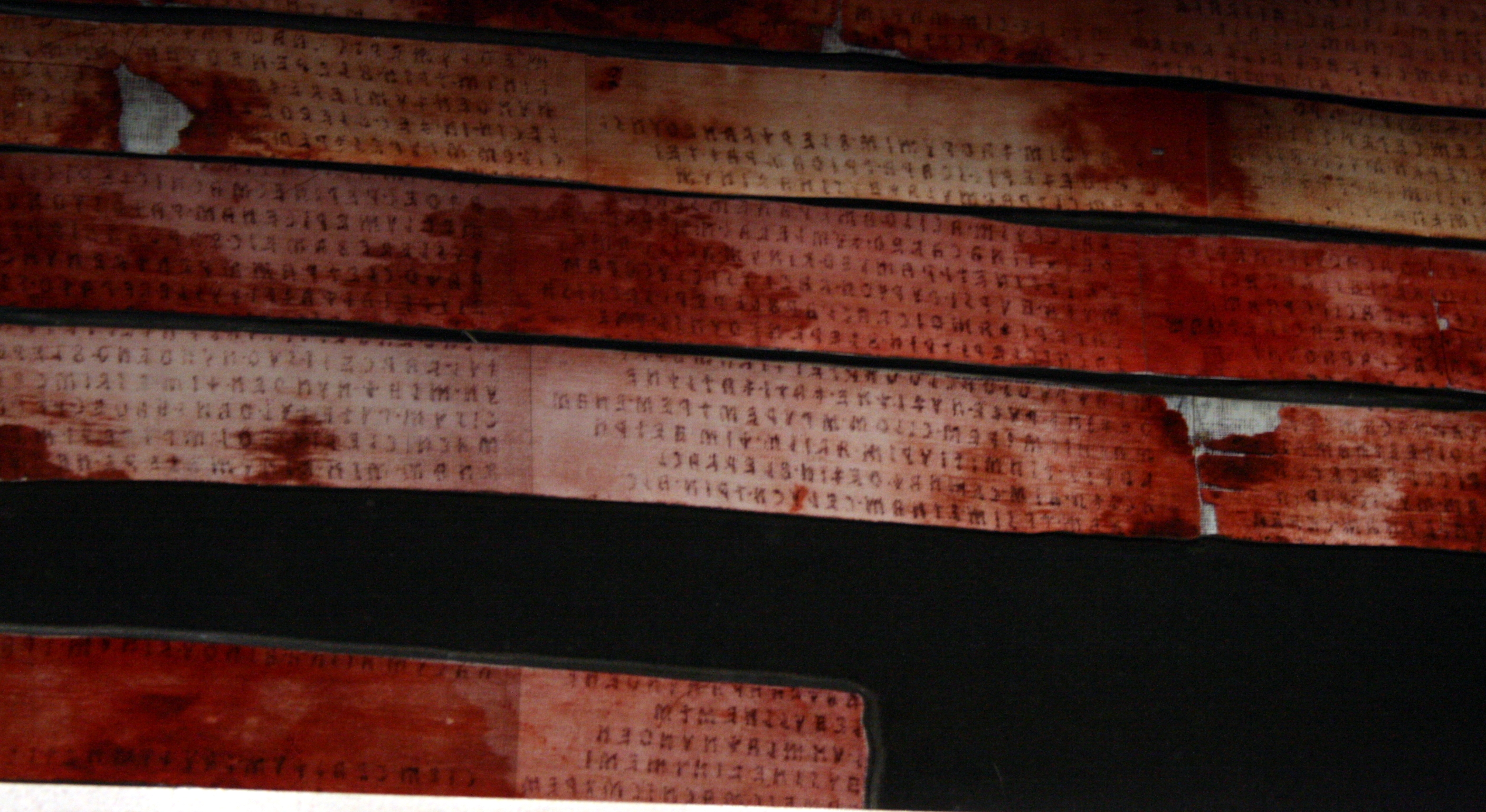
Liber Linteus Zagrabiensis
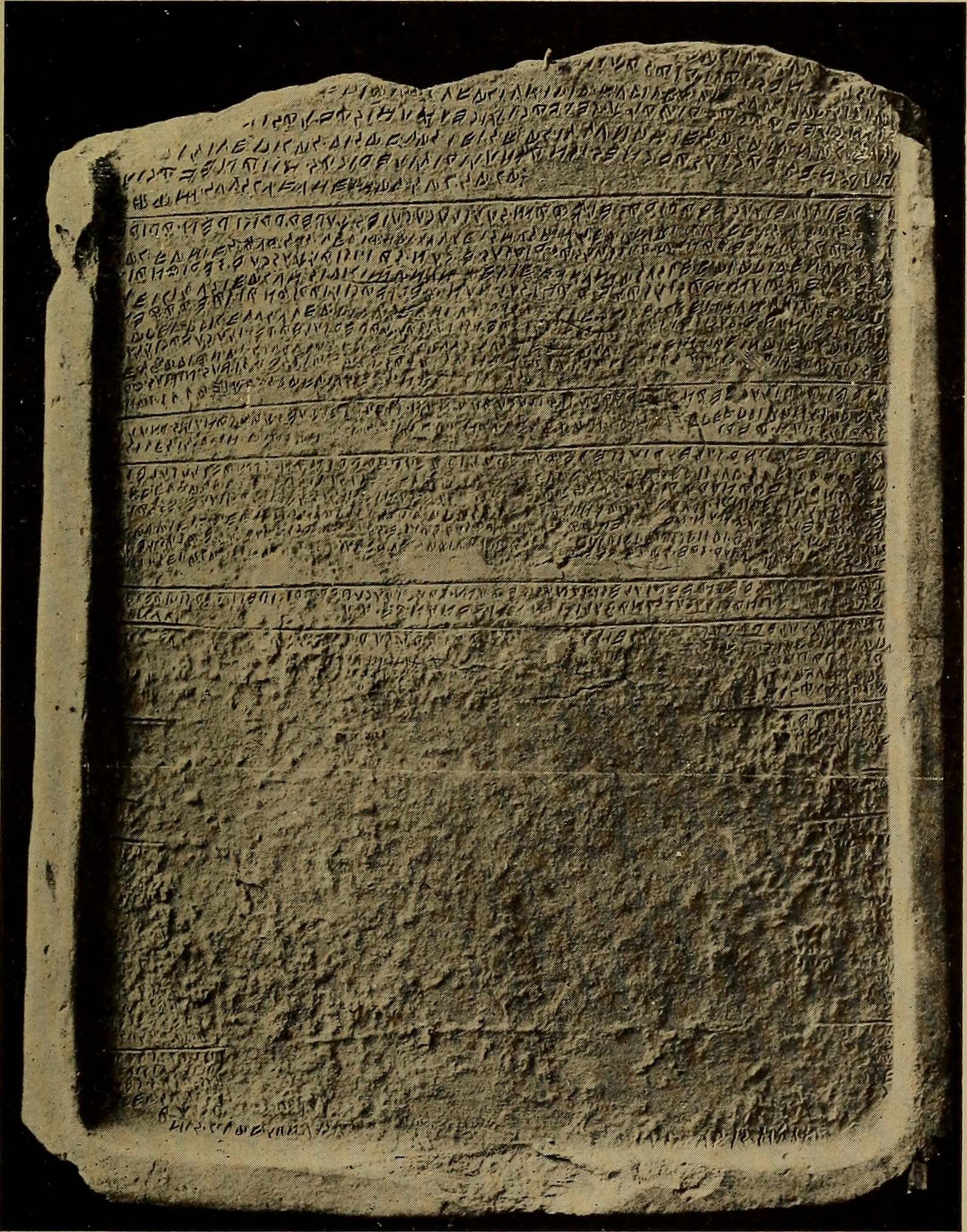
Tabula Capuana
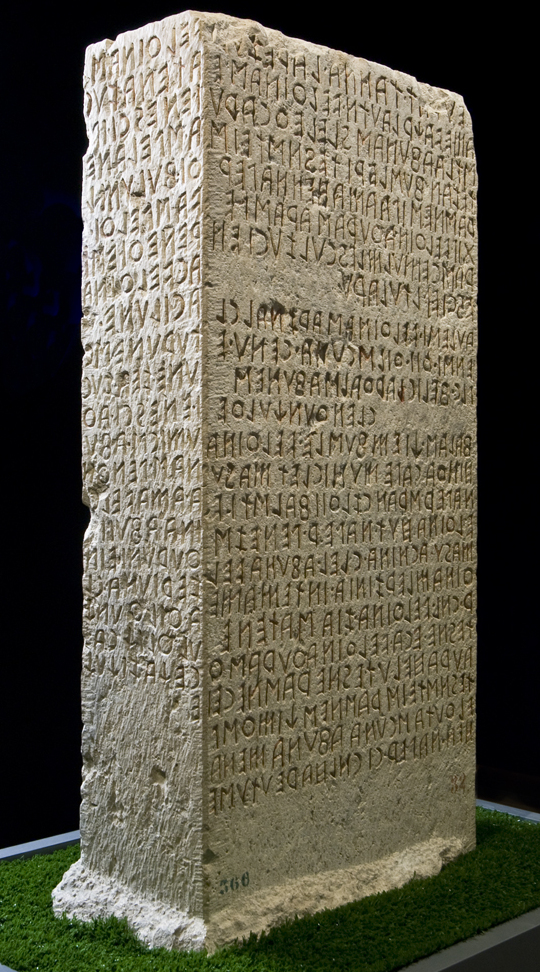
Cipo de Perugia
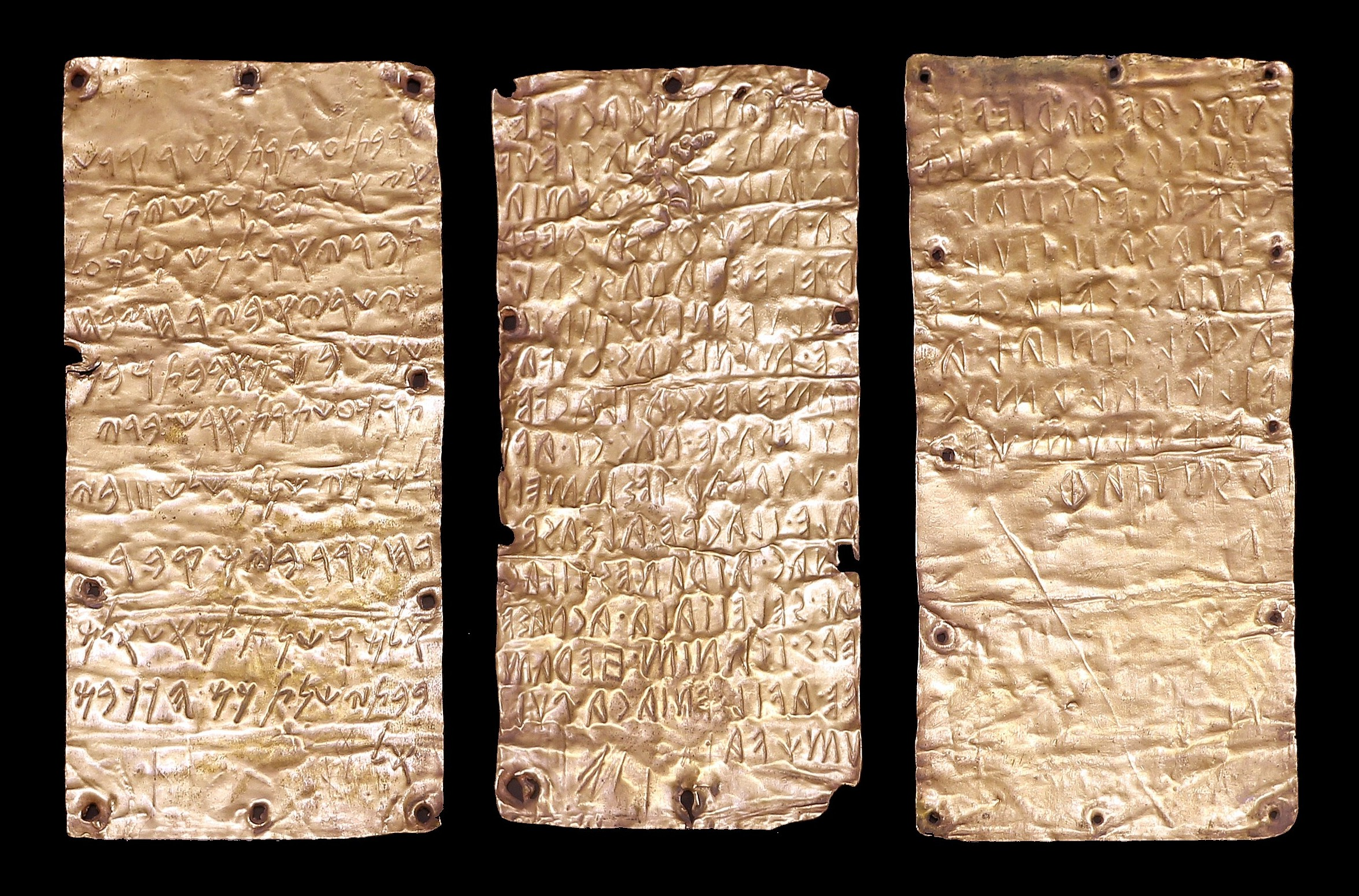
Láminas de Pirgi, c.500 a.C.
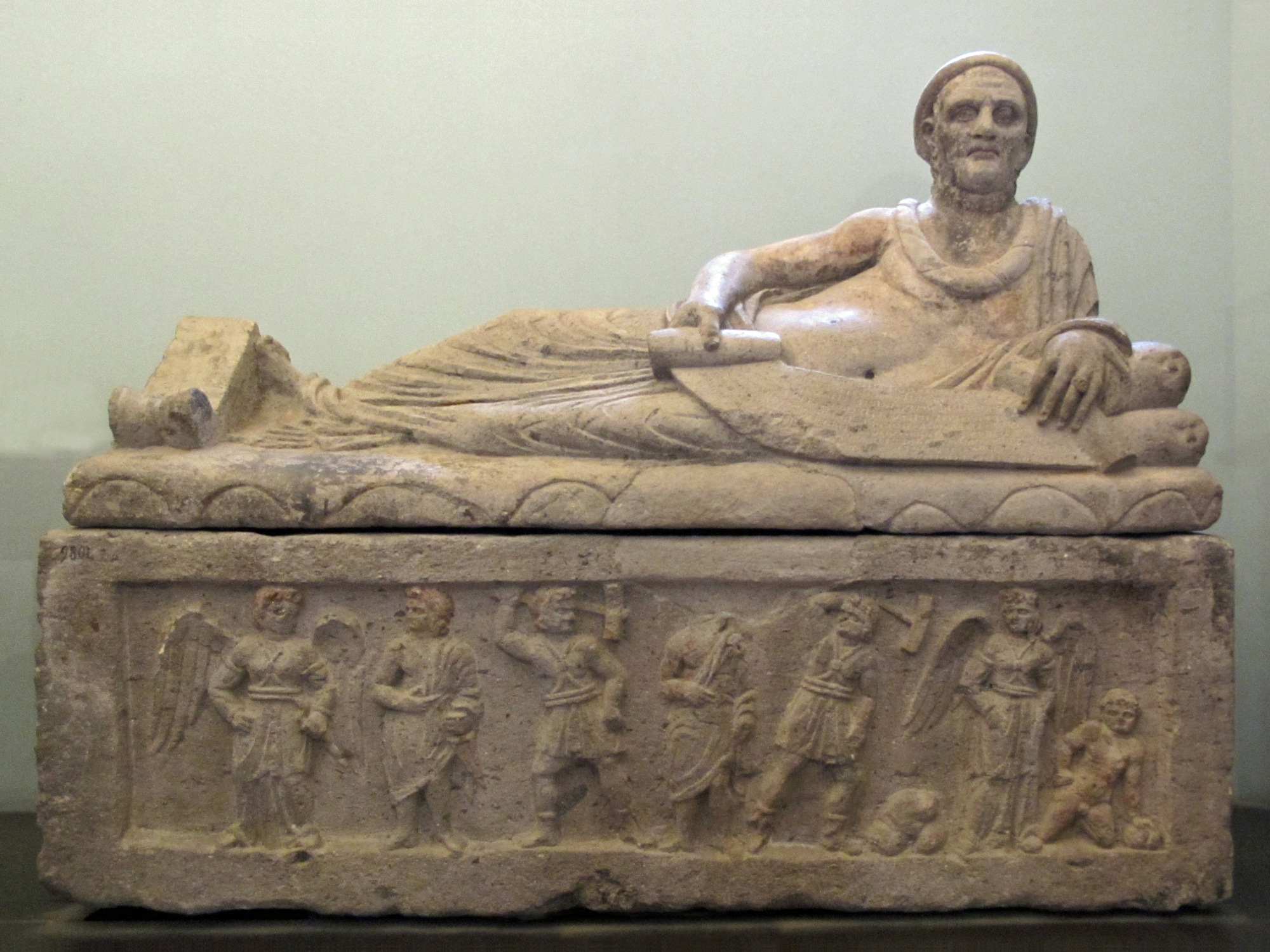
Sarcófago de Laris Pulenas
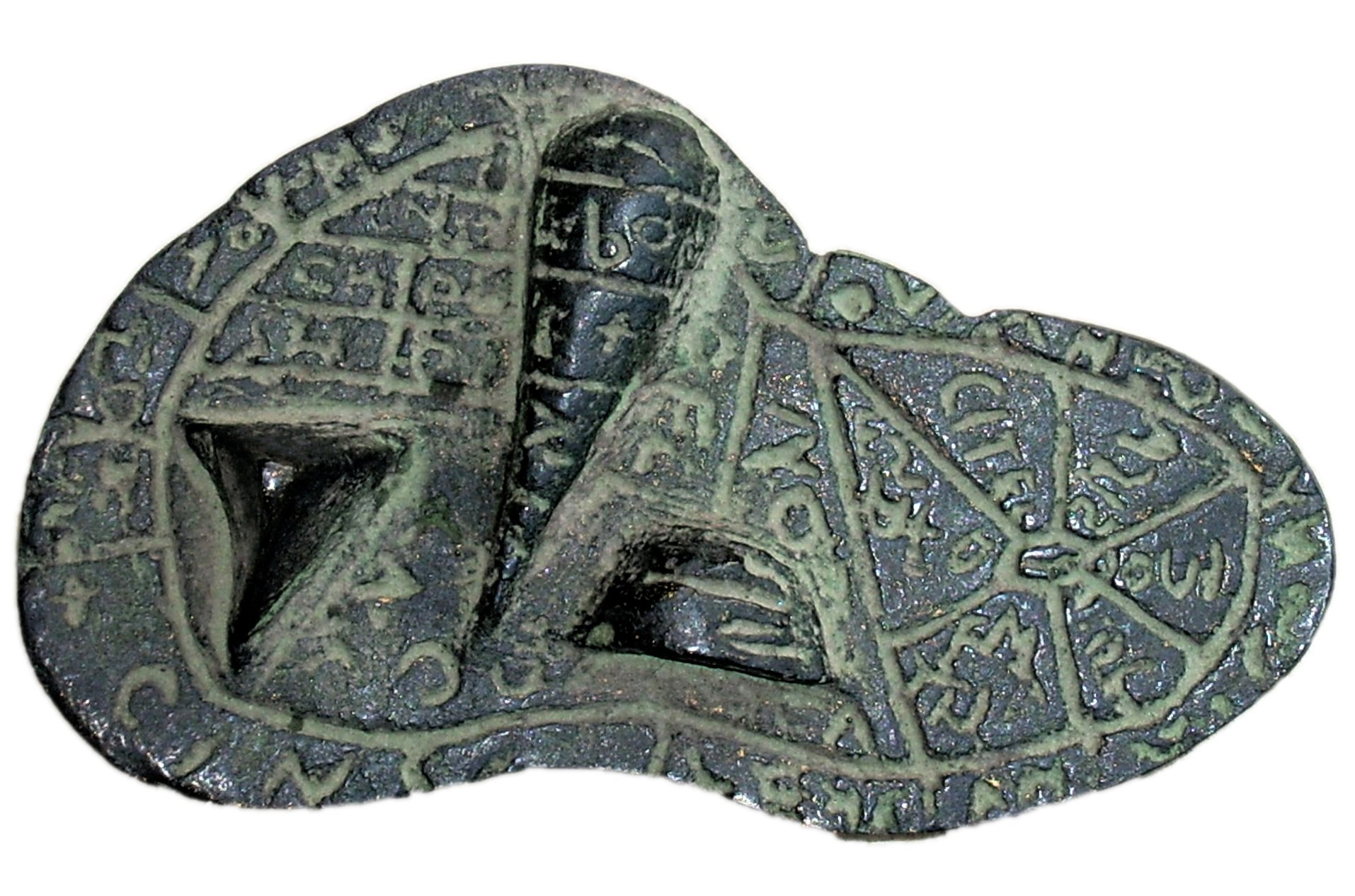
Hígado de Piacenza
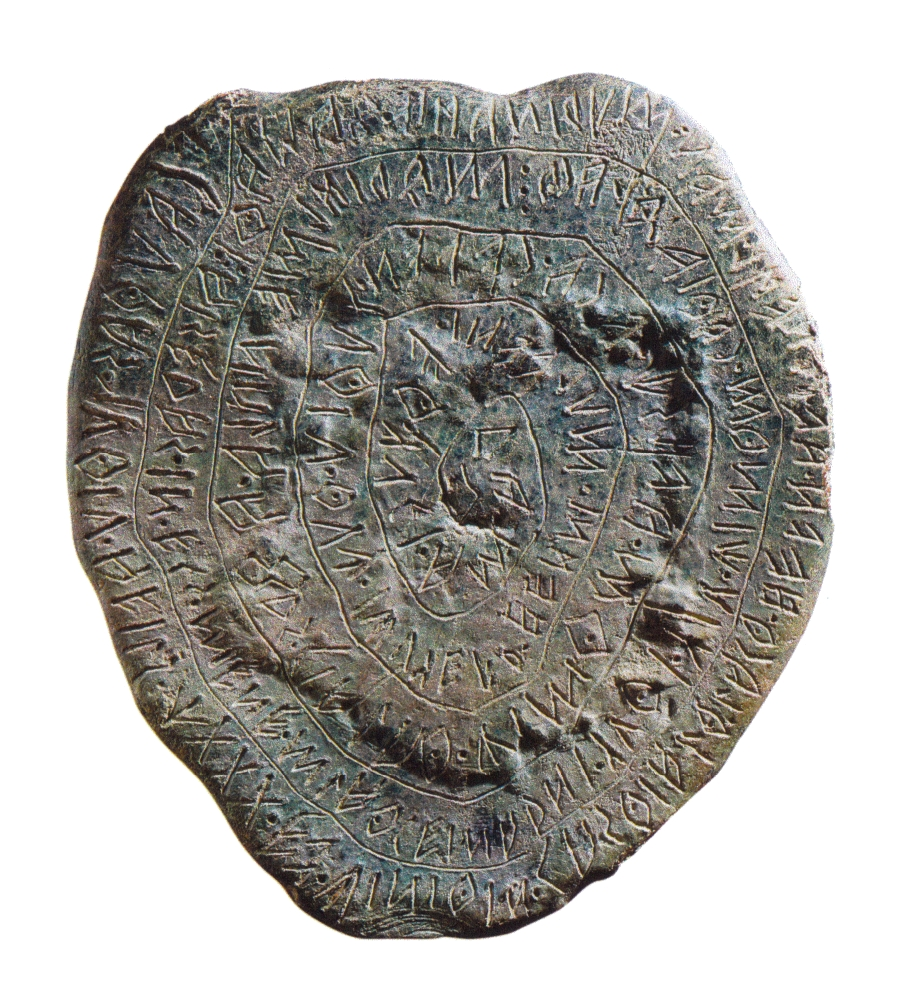
Disco de Magliano
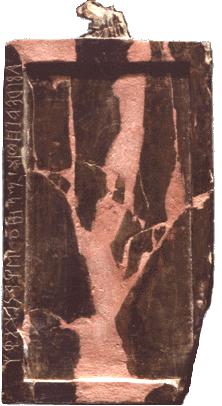
Tablilla de Marsiliana

## Influencia
A mediados del siglo VII a. C. los romanos adoptaron el sistema de escritura y las letras de los etruscos. En particular, usaron los tres caracteres diferentes C, K y Q para un sonido K. La Z también se adoptó inicialmente en el alfabeto romano, aunque la TS africada no aparecía en el idioma latino. Más tarde, el sitio de la Z en el alfabeto fue reemplazada por la letra G recién creada, que había surgido de la C, y finalmente la Z se colocó al final del alfabeto. Los romanos omitieron las letras Θ, Φ y Ψ porque los sonidos aspirados correspondientes no ocurrían en su idioma.
El alfabeto etrusco se extendió por las partes norte y central de la península itálica. Cuando se formó la escritura del idioma osco, probablemente en el siglo VI se le supone una influencia etrusca fundamental. Los caracteres de las lenguas umbra, falisca y venética también se remontan a los alfabetos etruscos.
Con respecto al origen de la escritura rúnica germánica, la teoría principal lo atribuye a la difusión de los alfabetos etruscos del norte. La escritura rúnica podría haberse desarrollado tan pronto como el siglo III d. C. de caracteres venéticos de origen etrusco que habían llegado a los Alpes en las rutas comerciales, aunque no se han encontrado inscripciones rúnicas de este período tan temprano quizá porque los primeros documentos escritos probablemente se realizaron sobre material orgánico como madera.

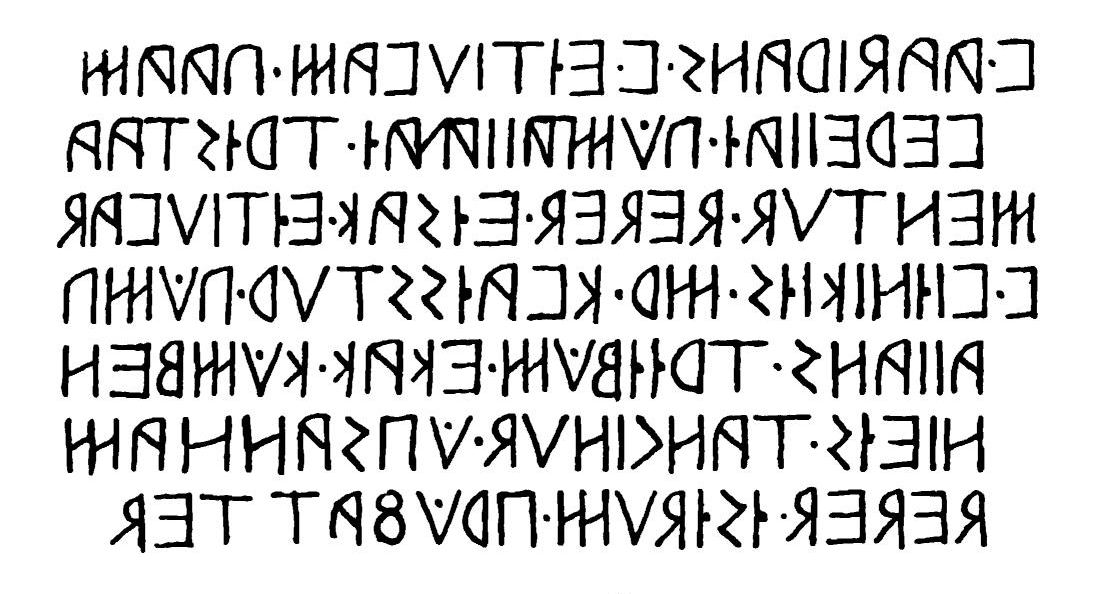
Escritura osca en Pompeya

 }

## Codificación digital
Unicode no incluye un bloque específicamente etrusco sino que proporciona un bloque unificado llamado "itálico antiguo" que va desde U+10300 hasta U+1032F. Puesto que sería redundante hacer un bloque para cada alfabeto itálico este bloque contiene los caracteres necesarios para representar todo este grupo de alfabetos y puede usarse en ambas direcciones.
| Old Italic Official Unicode Consortium code chart (PDF)                             |   |   |   |   |   |   |   |   |   |   |   |   |   |   |   |   |
|                                                                                     | 0 | 1 | 2 | 3 | 4 | 5 | 6 | 7 | 8 | 9 | A | B | C | D | E | F |
| U+1030x                                                                             | 𐌀 | 𐌁 | 𐌂 | 𐌃 | 𐌄 | 𐌅 | 𐌆 | 𐌇 | 𐌈 | 𐌉 | 𐌊 | 𐌋 | 𐌌 | 𐌍 | 𐌎 | 𐌏 |
| U+1031x                                                                             | 𐌐 | 𐌑 | 𐌒 | 𐌓 | 𐌔 | 𐌕 | 𐌖 | 𐌗 | 𐌘 | 𐌙 | 𐌚 | 𐌛 | 𐌜 | 𐌝 | 𐌞 | 𐌟 |
| U+1032x                                                                             | 𐌠 | 𐌡 | 𐌢 | 𐌣 |   |   |   |   |   |   |   |   |   | 𐌭 | 𐌮 | 𐌯 |
| Notas Desde la versión Unicode 14.0 Las áreas grises indican segmentos no asignados |   |   |   |   |   |   |   |   |   |   |   |   |   |   |   |   |